# Championnat d'Uruguay de football 1983
Navigation
Saison précédente Saison suivante
La saison 1983 du Championnat d'Uruguay de football est la quatre-vingt-unième édition du championnat de première division en Uruguay. Les treize meilleurs clubs du pays sont regroupés au sein d'une poule unique, la Primera División, où ils s'affrontent deux fois au cours de la saison, à domicile et à l'extérieur. En fin de saison, le dernier du classement est relégué et remplacé par le champion de deuxième division.
C'est le Club Nacional de Football qui est sacré champion d'Uruguay cette saison après avoir terminé en tête du classement final, avec neuf points d’avance sur le double tenant du titre, Peñarol et le Defensor Sporting Club. C'est le 34e titre de champion d'Uruguay de l’histoire du club.

## Qualifications continentales
Les deux premiers de la Liguilla pré-Libertadores obtiennent leur billet pour la prochaine Copa Libertadores.

## Les clubs participants
| - CA Peñarol - Defensor Sporting Club - Club Nacional de Football - Club Atlético Bella Vista - Huracán Buceo - Club Atlético Progreso | - Club Sportivo Miramar Misiones - Danubio FC - CA Cerro - Rampla Juniors - CA River Plate - Montevideo Wanderers - Institución Atlética Sud América |

## Compétition

### Classement
Le barème utilisé pour établir le classement est le suivant :
- Victoire : 2 points
- Match nul : 1 point
- Défaite : 0 point

| Rang | Équipe                           | Pts | J  | G  | N  | P  | Bp | Bc | Diff |
| ---- | -------------------------------- | --- | -- | -- | -- | -- | -- | -- | ---- |
| 1    | Club Nacional de Football        | 38  | 24 | 16 | 6  | 2  | 46 | 13 | +33  |
| 2    | Danubio Fútbol Club              | 29  | 24 | 10 | 9  | 5  | 37 | 21 | +16  |
| 3    | Defensor Sporting Club           | 29  | 24 | 7  | 15 | 2  | 42 | 27 | +15  |
| 4    | Club Atlético Bella Vista        | 28  | 24 | 10 | 8  | 6  | 25 | 20 | +5   |
| 5    | Montevideo Wanderers             | 25  | 24 | 7  | 11 | 6  | 28 | 27 | +1   |
| 6    | Club Atlético Progreso           | 24  | 24 | 6  | 12 | 6  | 27 | 32 | -5   |
| 7    | Club Atlético PeñarolT           | 22  | 24 | 5  | 12 | 7  | 30 | 31 | -1   |
| 8    | Club Atlético Cerro              | 22  | 24 | 8  | 6  | 10 | 31 | 36 | -5   |
| 9    | Institución Atlética Sud América | 20  | 24 | 6  | 8  | 10 | 29 | 39 | -10  |
| 10   | Club Sportivo Miramar Misiones   | 20  | 24 | 6  | 8  | 10 | 23 | 32 | -9   |
| 11   | Huracán Buceo                    | 20  | 24 | 5  | 10 | 9  | 21 | 37 | -16  |
| 12   | Rampla Juniors Fútbol Club       | 19  | 24 | 5  | 9  | 10 | 21 | 32 | -11  |
| 13   | CA River Plate                   | 16  | 24 | 3  | 10 | 11 | 17 | 30 | -13  |

|  | Club champion d’Uruguay 1983 et qualifié pour la Liguilla pré-Libertadores |
|  | Qualification pour la Liguilla pré-Libertadores                            |
|  | Relégation directe en deuxième division                                    |
|  | T : Tenant du titre                                                        |

- CA River Plate est relégué car c'est le club le moins performant lors des deux dernières saisons.

### Liguilla pré-Libertadores
Les six clubs qualifiés pour la Liguilla s'affrontent une nouvelle fois pour déterminer les deux clubs qualifiés pour la Copa Libertadores 1984. Si le champion ne termine pas parmi les deux premiers, il obtient le droit d'affronter le second de la Liguilla pour connaître la deuxième formation qualifiée.
| Rang | Équipe                     | Pts | J | G | N | P | Bp | Bc | Diff |  | Résultats (▼ dom., ► ext.) | Dan | Nac | BVi | Peñ | Def | Wanl |
| ---- | -------------------------- | --- | - | - | - | - | -- | -- | ---- |  | -------------------------- | --- | --- | --- | --- | --- | ---- |
| 1    | Danubio Fútbol Club        | 9   | 5 | 4 | 1 | 0 | 7  | 2  | +5   |  | Danubio Fútbol Club        |     | 2-2 | 2-0 | 1-0 | 1-0 | 1-0  |
| 2    | Club Nacional de FootballT | 7   | 5 | 3 | 1 | 1 | 8  | 7  | +1   |  | Club Nacional de FootballT |     |     | 2-1 | 1-0 | 1-3 | 2-1  |
| 3    | Club Atlético Bella Vista  | 5   | 5 | 2 | 1 | 2 | 5  | 6  | -1   |  | Club Atlético Bella Vista  |     |     |     | 1-0 | 3-2 | 0-0  |
| 4    | Club Atlético Peñarol      | 4   | 5 | 2 | 0 | 3 | 6  | 4  | +2   |  | Club Atlético Peñarol      |     |     |     |     | 3-0 | 3-1  |
| 5    | Defensor Sporting Club     | 4   | 5 | 2 | 0 | 3 | 8  | 8  | 0    |  | Defensor Sporting Club     |     |     |     |     |     | 3-0  |
| 6    | Montevideo Wanderers       | 1   | 5 | 0 | 1 | 4 | 2  | 9  | -7   |  | Montevideo Wanderers       |     |     |     |     |     |      |

## Bilan de la saison
| Championnat d'Uruguay de football 1983 |                                       |
| Champion                               | Club Nacional de Football (34e titre) |
| Qualifications continentales           |                                       |
| Copa Libertadores 1984                 | Club Nacional de Football             |
| Copa Libertadores 1984                 | Danubio Fútbol Club                   |
| Promotions et relégations              |                                       |
| Promus en Primera División             | Central Español Fútbol Club           |
| Relégués en Primera B                  | CA River Plate                        |